# 佐佐木健志
佐佐木健志（Sasaki Takeshi，1996年7月16日—）是日本柔道運動員，曾代表日本參加2018年亞洲運動會柔道比賽男子81公斤級比賽，於銅牌戰敗北未能獲得獎牌。

## 外部連結
- JudoInside.com
- 佐佐木健志的X（前Twitter）
- 佐佐木健志的Instagram帳戶